# Іванов Олексій Дмитрович
Олексій Дмитрович Іванов (біл. Аляксей Дзмітрыевіч Іваноў; нар. 19 лютого 1997, Мінськ, Білорусь) — білоруський футболіст, захисник клубу «Гомель».

## Клубна кар'єра
Вихованець футбольного клубу «Мінськ». З 2014 року почав виступати за дубль та швидко закріпився у його складі. 8 листопада 2014 року дебютував у Вищій лізі в основній команді «Мінська», вийшовши на заміну наприкінці матчу проти могильовського «Дніпра» (2:0). У сезоні 2015 року продовжував грати за дубль, також вийшов на заміну в одному матчі Вищої ліги.
У липні 2016 року перебрався в оренду до берестейського «Динамо», де закріпився здебільшого на позиції лівого захисника. У січні 2017 року викуплений берестейським клубом. У першій половині сезону 2017 року з'являвся на полі нерегулярно, а потім і взагалі втратив місце в основному складі й почав виступати за дубль.
На початку 2018 року пройшов два турецькі збори з «Динамо», після чого у лютому 2018 року перейшов в оренду до футбольного клубу «Промінь». Був гравцем стартового складу. У грудні 2018 року повернувся до Берестя.
У першій половині 2019 року виступав за дублюючий склад динамівців, за основну команду зіграв лише в одному матчі Кубку Білорусі. У серпні 2019 року розірвав контракт з «Динамо» та вільним агентом повернувся до «Мінська». У 2019 році грав у стартовому складі мінчан, однак у сезоні 2020 року став частіше опинятися на лаві запасних.
У січні 2021 року підписав контракт із «Гомелем».

## Кар'єра в збірній
Восени 2015 року у складі юнацької збірної Білорусі брав участь у кваліфікаційному раунді чемпіонату Європи, де відзначився голом у ворота Сан-Марино.
11 листопада 2016 року дебютував за молодіжну збірну Білорусі у товариському матчі зі збірною України, відіграв усі 90 хвилин на позиції лівого захисника.

## Статистика виступів
| Сезон    | Дивізіон | Клуб               | Країна   | Матчі | Голи |
| -------- | -------- | ------------------ | -------- | ----- | ---- |
| 2014     | Д1       | «Мінськ»           | Білорусь | 1     | 0    |
| 2015     | Д1       | «Мінськ»           | Білорусь | 1     | 0    |
| 2016 (1) | дубль    | «Мінськ»           | Білорусь | 15    | 2    |
| 2016 (2) | Д1       | «Динамо-Берестя»   | Білорусь | 15    | 0    |
| 2017     | Д1       | «Динамо-Берестя»   | Білорусь | 10    | 1    |
| 2018     | Д1       | «Промінь» (Мінськ) | Білорусь | 26    | 1    |
| 2019 (1) | дубль    | «Динамо-Берестя»   | Білорусь | 4     | 1    |
| 2019 (2) | Д1       | «Мінськ»           | Білорусь | 8     | 0    |
| 2020     | Д1       | «Мінськ»           | Білорусь | 8     | 0    |

## Досягнення
- Кубок Білорусі
  -  Володар (1): 2016/17